# Région de la capitale Séoul

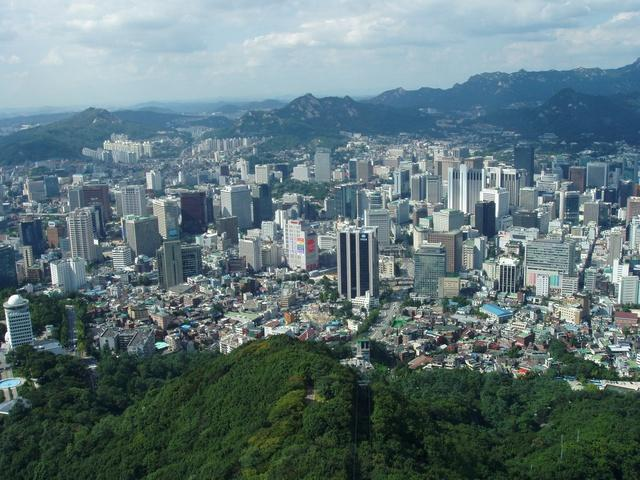
Vue de la région de la capitale de Séoul.

La région capitale de Séoul, aussi appelée Sudogwon en coréen (hangeul : 수도권), grande région de Séoul ou Grand Séoul, est la grande région métropolitaine située en Corée du Sud. Il contient trois districts administratifs différents : Séoul, Incheon et Gyeonggi-do.